# Gymnothorax melanosomatus
Gymnothorax melanosomatus és una espècie de peix marí pertanyent a la família dels murènids i a l'ordre dels anguil·liformes.

## Etimologia
Gymnothorax prové dels mots grecs gymnos (nu, no vestit) i thorax, -akos (tòrax), mentre que melanosomatus deriva de les paraules gregues melano (negre) i somat- (cos) en referència al seu color negre.

## Descripció
El mascle fa 52,2 cm de llargària màxima i la femella 50,4. Cos allargat i amb les aletes del mateix color negre-marró i sense taques (si és conservat en formol o alcohol es torna negrós o gris). Iris groc (en alcohol o formol esdevé blanc). Dents maxil·lars uniserials, en poca quantitat, llargues i en forma d'agulla. 207 vèrtebres (5 predorsals i 109 preanals). 3 porus superorbitaris, 4 infraorbitaris i 6 mandibulars. 2 petits porus branquials abans de l'obertura branquial. Es diferencia del seu congènere més proper, Gymnothorax prolatus, per una major longitud preanal, un musell més curt, l'amplada interorbitària, més vèrtebres preanals, més vèrtebres totals (207 vs. 183) i el color (negre vs. marró).

## Hàbitat i distribució geogràfica
És un peix marí, bentopelàgic (entre 50 i 180 m de fondària) i de clima tropical, el qual viu al Pacífic nord-occidental: el sud-est de Taiwan.

## Observacions
És inofensiu per als humans i el seu índex de vulnerabilitat és de baix a moderat (26 de 100).